# Jhal Magsi (Distrikt)
Der Distrikt Jhal Magsi (Urdu ضلع جھل مگسی) ist ein Verwaltungsdistrikt in Pakistan in der Provinz Belutschistan. Sitz der Distriktverwaltung ist die Stadt Jhal Magsi.

## Geographie
Der Distrikt liegt im Nordosten der Provinz Belutschistan und grenzt an den Sindh. Jhal Magsi besteht zu etwa 80 % aus ebenem Land, das aus fruchtbarem Schwemmland besteht, mit einigen Bergen im Westen, die zum Kirthar-Gebirge gehören. Die Höhe der Berge variiert zwischen 300 und 1200 m. Die Höhe über dem Meeresspiegel bewegt sich zwischen 40 und 1544 m. In unregelmäßigen Abständen ist der Distrikt immer wieder von Überschwemmungskatastrophen betroffen, so auch bei der großen Überschwemmungskatastrophe in Pakistan 2010.

## Klima
Das Klima des Distrikts ähnelt dem der Distrikte Sibi und Jacobabad und ist trocken und heiß. Im Sommer werden sehr hohe Temperaturen erreicht. Von November bis Mitte März sind die Temperaturen angenehm. Niederschlag konzentriert sich auf die Monate Juli und August.
|                       | Jan | Feb | Mär | Apr | Mai | Jun | Jul  | Aug  | Sep | Okt | Nov | Dez |   |       |
| Mittl. Tagesmax. (°C) | 22  | 25  | 30  | 35  | 44  | 46  | 40   | 38   | 37  | 35  | 30  | 23  | ⌀ | 33,8  |
| Mittl. Tagesmin. (°C) | 9   | 12  | 6   | 21  | 21  | 30  | 29   | 30   | 26  | 22  | 14  | 10  | ⌀ | 19,2  |
|                       |     |     |     |     |     |     |      |      |     |     |     |     |   |       |
| Niederschlag (mm)     | 6,4 | 9,7 | 7,9 | 4,1 | 1,3 | 5,3 | 40,6 | 15,7 | 5,1 | 0,3 | 0,8 | 6,1 | Σ | 103,3 |

| 9 |

| 12 |

| 6 |

| 21 |

| 21 |

| 30 |

| 29 |

| 30 |

| 26 |

| 22 |

| 14 |

| 10 |

| 9 |

| 12 |

| 6 |

| 21 |

| 21 |

| 30 |

| 29 |

| 30 |

| 26 |

| 22 |

| 14 |

| 10 |

## Geschichte
Der Distrikt bekam seinen Namen nach der Stadt Jhal Magsi, die wiederum ihren Namen vom belutschischen Magsi-Stamm erhalten hat, der in der Region ansässig ist. Die Region gehörte früher zum Khanat Kalat. Während der Zugehörigkeit zu Pakistan wurde Jhal Magsi zunächst Teil des Distrikts Kalat, später dann Teil des neu gebildeten Distrikts Kachhi (früherer Name: Bolan). 1992 wurde Jhal Magsi als eigener Distrikt geschaffen. Im Juli 2001 wurde Jhal Magsi wieder Teil des Distrikts Bolan, aber im Januar 2003 wieder als eigener Distrikt von diesem getrennt.
Im Distrikt finden sich einige archäologische und historisch bedeutsame Stätten (Grabstätten und Mausoleen) nahe der Orte Khanpur, Bahltoor und Kotra.

## Verwaltungsgliederung
Bei der Volkszählung 2017 war der Distrikt administrativ in zwei Tehsils unterteilt (Gandawah und Jhal Magsi).

## Demografie
Nach der Volkszählung 2017 lebten 148.900 Personen im Distrikt (3.615 km², Bevölkerungsdichte 41,19 Einwohner/km²). Das Geschlechterverhältnis war mit 106,31 Männern auf 100 Frauen unausgeglichen. Zwischen 1998 und 2017 wuchs die Bevölkerung um jährlich 1,61 %. 99,2 % der Bevölkerung waren Muslime und 0,8 % Hindus. Die Muttersprachen waren zu 76,3 % Belutschisch, 14,3 % Sindhi, 5,7 % Saraiki, 3,2 % Brahui und 0,5 % andere.
| Jahr | Einwohnerzahl |
| ---- | ------------- |
| 1998 | 109.941       |
| 2017 | 149.225       |